# Atrophaneura crassipes
Black Windmill Atrophaneura crassipes là một loài bướm ngày có ở Ấn Độ.
Chúng phân bố ở đông bắc Ấn Độ (Manipur), Myanma (nam bang Shan), bắc Thái Lan, bắc Lào, miền bắc Việt Nam (Bắc Bộ Việt Nam) và có lẽ ở miền nam Trung Quốc.
Sải cánh từ 110–120 mm.